# دالة أيري
في الفيزياء، دالة أيري (بالإنجليزية: Airy function)‏ (أو دالة أيري من النوع الأول) هي دالة خاصة تحمل اسم العالم البريطاني جورج بيدل أيري. يرمز إليها ب Ai(x). الدالة Ai(x) والدالة المتعلقة بها Bi(x) هما دالتان مستقلتان خطيا تحلان المعادلة التفاضلية التالية
{\displaystyle {\frac {d^{2}y}{dx^{2}}}-xy=0,}.

## تعريفات

منحنى بالأحمر ومنحنى بالأزق

{\displaystyle \operatorname {Ai} (x)={\dfrac {1}{\pi }}\int _{0}^{\infty }\cos \left({\dfrac {t^{3}}{3}}+xt\right)\,dt\equiv {\dfrac {1}{\pi }}\lim _{b\to \infty }\int _{0}^{b}\cos \left({\dfrac {t^{3}}{3}}+xt\right)\,dt,}